# Himallaphus chehara
Himallaphus chehara (лат.) — вид жуков ощупников рода Himallaphus из семейства
стафилинид. Название происходит от слова, означающего на хинди лицо. 

## Распространение
Индия (West Bengal: Darjeeling District, Tiger Hill, на высоте от 2200 до 2600 м).

## Описание
Мелкие жуки, длина около 2 мм (от 1,6 до 1,85 мм), красно-коричневого цвета. Отличается следующими признаками: верхняя часть висков и темя гладкие; контуры висков округлые; глаза не выпуклые; вертексная борозда достигает сужения шеи. 4-й членик максиллярных щупиков с ножкой длиннее увеличенного апикального поля. Основание надкрылий вдавлено, боковые края надкрылий окаймлены. Вентральный отросток эдеагуса узкий, примерно равен пятой части срединной доли. Парамеры узкие. Усики 11-члениковые с 3-члениковой булавой. Задние крылья атрофированы (жуки бескрылые).